# Gábor Gadó
 (septembre 2023).
La mise en forme du texte ne suit pas les recommandations de Wikipédia : il faut le « wikifier ».
Les points d'amélioration suivants sont les cas les plus fréquents :
- Les titres sont pré-formatés par le logiciel. Ils ne sont ni en capitales, ni en gras.
- Le texte ne doit pas être écrit en capitales (les noms de famille non plus), ni en gras, ni en italique, ni en « petit »…
- Le gras n'est utilisé que pour surligner le titre de l'article dans l'introduction, une seule fois.
- L'italique est rarement utilisé : mots en langue étrangère, titres d'œuvres, noms de bateaux, etc.
- Les citations ne sont pas en italique mais en corps de texte normal. Elles sont entourées par des guillemets français : « et ».
- Les listes à puces sont à éviter, des paragraphes rédigés étant largement préférés. Les tableaux sont à réserver à la présentation de données structurées (résultats, etc.).
- Les appels de note de bas de page (petits chiffres en exposant, introduits par l'outil «  Source ») sont à placer entre la fin de phrase et le point final[comme ça].
- Les liens internes (vers d'autres articles de Wikipédia) sont à choisir avec parcimonie. Créez des liens vers des articles approfondissant le sujet. Les termes génériques sans rapport avec le sujet sont à éviter, ainsi que les répétitions de liens vers un même terme.
- Les liens externes sont à placer uniquement dans une section « Liens externes », à la fin de l'article. Ces liens sont à choisir avec parcimonie suivant les règles définies. Si un lien sert de source à l'article, son insertion dans le texte est à faire par les notes de bas de page.
- La présentation des références doit suivre les conventions bibliographiques. Il est recommandé d'utiliser les modèles {{Ouvrage}}, {{Chapitre}}, {{Article}}, {{Lien web}} et/ou {{Bibliographie}}. Le mode d'édition visuel peut mettre en forme automatiquement les références.
- Insérer une infobox (cadre d'informations à droite) n'est pas obligatoire pour parachever la mise en page.

Pour une aide détaillée, merci de consulter Aide:Wikification.
Si vous pensez que ces points ont été résolus, vous pouvez retirer ce bandeau et améliorer la mise en forme d'un autre article.
Gábor Gadó est un musicien et guitariste de jazz hongrois né le 13 avril 1957 à Pécs et vivant en France. Après une formation classique, il explore le registre jazz, notamment dans ses albums édités chez le label BMC.
Qualifié de « légende vivante de la scéne jazz européenne » par France Musique, il a collaboré avec de nombreux artistes. Parmi eux, David Liebman, Matthieu Donarier, Gábor Winand.

## Formation
Après une formation en violon dans une école spécialisée où il suit la méthode Kodaly, il s'inscrit à 15 ans au Conservatoire de Budapest. Il rentre en 1980, dans la section Jazz du Conservatoire Béla Bartók.

## Récompenses
L'album « Corners of my mind » avec Gabor Winand reçoit la récompense « Choc de l'année » par le magazine Jazzman en 2002.
En 2003, il reçoit le prix Bobby Jaspar.

## Discographie
- Special Time Special Time (1991) - Sentemo Records
- One glimpse is not enough (1999) - Budapest Music Center Records
- Homeward  (2001) - Budapest Music Center Records
- Corners of My Mind avec Gabor Winand (2002) - Budapest Music Center Records
- Greetings From The Angel avec Gabor Winand (2004) - Budapest Music Center Records
- The Second Coming (2004) - Budapest Music Center Records
- Modern Dances For The Advanced In Age (2004) - Budapest Music Center Records
- Byzantinum (2008) - Budapest Music Center Records
- Háborús Architektúra (2008) avec Krasznahorkai László, et Barnabás Dukay - Budapest Music Center Records
- Lung-Gom-Pa (2010) - Budapest Music Center Records
- Budapest Concerts (2010) avec Alban Darche et Sébastien Boisseau - Budapest Music Center Records
- Veil And Quintessence (2017) - Budapest Music Center Record
- Whispering Quiet Secrets Into Hairy Ears (2022), avec János Ávéd - Budapest Music Center Records